# Phyllocephalum courtallense
Phyllocephalum courtallense là một loài thực vật có hoa trong họ Cúc. Loài này được (Wight) Narayana miêu tả khoa học đầu tiên năm 1982.